# Харко (гайдамак)
Харко (год рождения неизвестен — 1737) — запорожский казак, один из руководителей гайдамацкого движения на Правобережной Украине в 1730-х годах.
Харко организовал в Чёрном лесу на реке Цыбульник гайдамацкий отряд, который действовал против польской шляхты на территории Киевского воеводства.
Осенью 1736 года Харко совместно с гайдамацкими отрядами Матвея Гривы, Ивана Медведя, Жилы, Иваницы и Рудя совершил поход на польские приграничные владения. Конные гайдамацкие «загоны» с разных сторон вторглись в Киевское воеводство. 7 октября гайдамацкие ватажки соединили свои силы под Паволочью, принадлежавшей князьям Любомирским. Местечко было захвачено и разорено, все поляки и евреи были убиты, а их имущество разграблено. Из Паволочи гайдамаки устемились на Погребище, которое принадлежало князьям Вишневецким. Замок был взят штурмом, польские шляхтичи и евреи, пытавшиеся укрыться в нём, ограблены и перебиты. Разорив несколько шляхетских имений в окрестностях Погребища, гайдамацкие атаманы разделили свои силы на небольшие отряды и отступили в степи.
В 1737 году атаман Харко вместе с другими ватажками Жило и Иваницей погиб в бою с крымскими татарами, защищая от противника Переволочну.